# 西貝肖爾 (紐約州)
西貝肖爾（英語：West Bay Shore）是位於美國紐約州薩福克縣的普查規定居民點。

## 人口
根據2020年美國人口普查的數據，西貝肖爾的面積為14.00平方千米，當中陸地面積為5.65平方千米，而水域面積為8.35平方千米。當地共有人口4625人，而人口密度為每平方千米330.36人。